# Episodi de La famiglia Brady (prima stagione)
La prima stagione della serie televisiva La famiglia Brady è stata trasmessa in anteprima negli Stati Uniti d'America dalla ABC tra il 26 settembre 1969 e il 20 marzo 1970.
| nº | Titolo originale                | Titolo italiano  | Prima TV USA      | Prima TV Italia |
| -- | ------------------------------- | ---------------- | ----------------- | --------------- |
| 1  | The Honeymoon                   | In luna di miele | 26 settembre 1969 | 11 marzo 1987   |
| 2  | Dear Libby                      |                  | 3 ottobre 1969    |                 |
| 3  | Eenie, Meenie, Mommy, Daddy     |                  | 10 ottobre 1969   |                 |
| 4  | Alice Doesn't Live Here Anymore |                  | 17 ottobre 1969   |                 |
| 5  | Katchoo                         |                  | 24 ottobre 1969   |                 |
| 6  | A Clubhouse Is Not a Home       |                  | 31 ottobre 1969   |                 |
| 7  | Kitty Karry-All Is Missing      |                  | 7 novembre 1969   |                 |
| 8  | A-Camping We Will Go            |                  | 14 novembre 1969  |                 |
| 9  | Sorry, Right Number             |                  | 21 novembre 1969  |                 |
| 10 | Every Boy Does It Once          |                  | 5 dicembre 1969   |                 |
| 11 | Vote for Brady                  |                  | 12 dicembre 1969  |                 |
| 12 | The Voice of Christmas          |                  | 19 dicembre 1969  |                 |
| 13 | Is There a Doctor in the House? |                  | 26 dicembre 1969  |                 |
| 14 | Father of the Year              |                  | 2 gennaio 1970    |                 |
| 15 | 54-40 and Fight                 |                  | 9 gennaio 1970    |                 |
| 16 | Mike's Horror-Scope             |                  | 16 gennaio 1970   |                 |
| 17 | The Undergraduate               |                  | 23 gennaio 1970   |                 |
| 18 | Tiger! Tiger!                   |                  | 30 gennaio 1970   |                 |
| 19 | The Big Sprain                  |                  | 6 febbraio 1970   |                 |
| 20 | Brace Yourself                  |                  | 13 febbraio 1970  |                 |
| 21 | The Hero                        |                  | 20 febbraio 1970  |                 |
| 22 | The Possible Dream              |                  | 27 febbraio 1970  |                 |
| 23 | To Move or Not to Move          |                  | 6 marzo 1970      |                 |
| 24 | The Grass Is Always Greener     |                  | 13 marzo 1970     |                 |
| 25 | Lost Locket, Found Locket       |                  | 20 marzo 1970     |                 |